# Ponemah
Ponemah és una concentració de població designada pel cens dels Estats Units a l'estat de Minnesota. Segons el cens del 2000 tenia 874 habitants.

## Demografia
Segons el cens del 2000, Ponemah tenia 874 habitants, 209 habitatges, i 174 famílies. La densitat de població era de 17,2 habitants per km².
Dels 209 habitatges en un 51,2% hi vivien nens de menys de 18 anys, en un 21,1% hi vivien parelles casades, en un 44,5% dones solteres, i en un 16,7% no eren unitats familiars. En el 13,9% dels habitatges hi vivien persones soles l'1,9% de les quals corresponia a persones de 65 anys o més que vivien soles. El nombre mitjà de persones vivint en cada habitatge era de 4,18 i el nombre mitjà de persones que vivien en cada família era de 4,37.
Per edats la població es repartia de la següent manera: un 49,5% tenia menys de 18 anys, un 13,3% entre 18 i 24, un 23,1% entre 25 i 44, un 11,6% de 45 a 60 i un 2,5% 65 anys o més.
L'edat mediana era de 18 anys. Per cada 100 dones de 18 o més anys hi havia 107 homes.
La renda mediana per habitatge era de 13.571 $ i la renda mediana per família de 13.527 $. Els homes tenien una renda mediana de 21.250 $ mentre que les dones 16.719 $. La renda per capita de la població era de 4.000 $. Entorn del 57,3% de les famílies i el 52,3% de la població estaven per davall del llindar de pobresa.

## Poblacions properes
El següent diagrama mostra les poblacions més properes.